# Målselv
Målselv (en sami septentrional: Málatvuomi suohkan) es un municipio de la provincia de Troms, Noruega. Tiene una población de 6741 habitantes según el censo de 2016 y su centro administrativo se encuentra en Moen. La zona comercial es el área de Bardufoss (que incluye Andselv, Andslimoen y Heggelia). Otras localidades son Alappmoen, Fossmoen, Holmen y Skjold. Limita con Suecia al este y con el fiordo Malangsfjorden al noroeste. Los municipios colindantes son Balsfjord, Storfjord, Bardu, Sørreisa y Lenvik.

## Evolución administrativa
El municipio ha sufrido varios cambios territoriales, los cuales son:
| Año  | Modificación territorial                                          | Población |
| ---- | ----------------------------------------------------------------- | --------- |
| 1849 | Fundación al separarse de Lenviken                                | 2616      |
| 1891 | Algunos terrenos de Målsnes son transferidos a Malangen           |           |
| 1904 | Se une un terreno de Balsfjord                                    |           |
| 1925 | El distrito de Øverbygd se convierte en municipio                 | 3531      |
| 1964 | Øverbygd, Naveren, Målsnes, Skogil y Heia se fusionan con Målselv | 6936      |
| 1966 | La zona de Sørelvmo/Aursfjordbotn pasa de Balsfjord a Målselv     |           |
| 1972 | El terreno conocido como Blomli i Fagerfjell pasa a ser de Lenvik |           |

## Etimología
El municipio recibe su nombre por el río Målselva. El primer elemento del caso genitivo es la primera parte del nombre del fiordo Malangen, Malr y el segundo es elv, que significa «río». El antiguo nombre del fiordo es idéntico a la palabra malr, que significa «bolsa» o «saco» (haciendo referencia a la forma). Antes de 1918, el nombre era escrito como «Maalselven».

## Geografía
Målselv fue habitada por granjeros del sur, principalmente de Østerdalen desde 1788. Fueron atraídos por los bosques y la cantidad de tierra fértil disponible del valle de Målselvdalen. Tanto el valle como el municipio reciben su nombre por el río Målselva. Éste es conocido por los salmones y su cascada (en noruego: Målselvfossen), que fue seleccionada como la cascada nacional de Noruega. El Målselva desemboca en el fiordo de Malangen al norte de Olsborg. Existen varias montañas, siendo la más alta Njunis, con 1713 m y el monte Istind es popular entre los escaladores. Hay un gran número de lagos, entre ellos están los siguientes: Andsvatnet, Finnfjordvatnet, Rostojávri, Lille Rostavatn y el Takvatnet. Una de las orquídeas más raras de Europa, Lysiella oligantha (en noruego: Sibirnattfiol), es encontrada en Målselv. El parque nacional Øvre Dividal se localiza en la parte más oriental de Målselv, en la frontera con Suecia.

## Galería

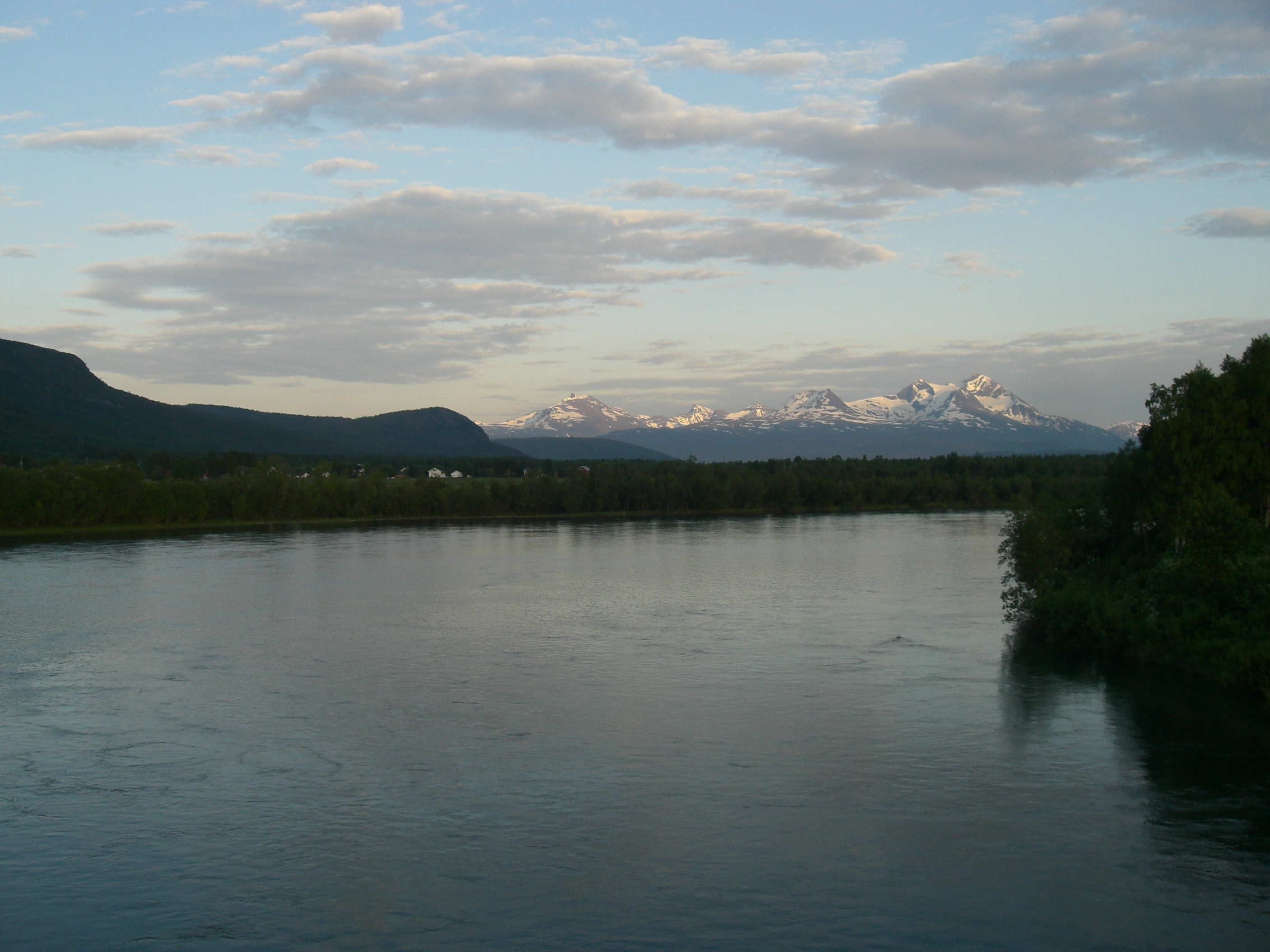
Río Målselv
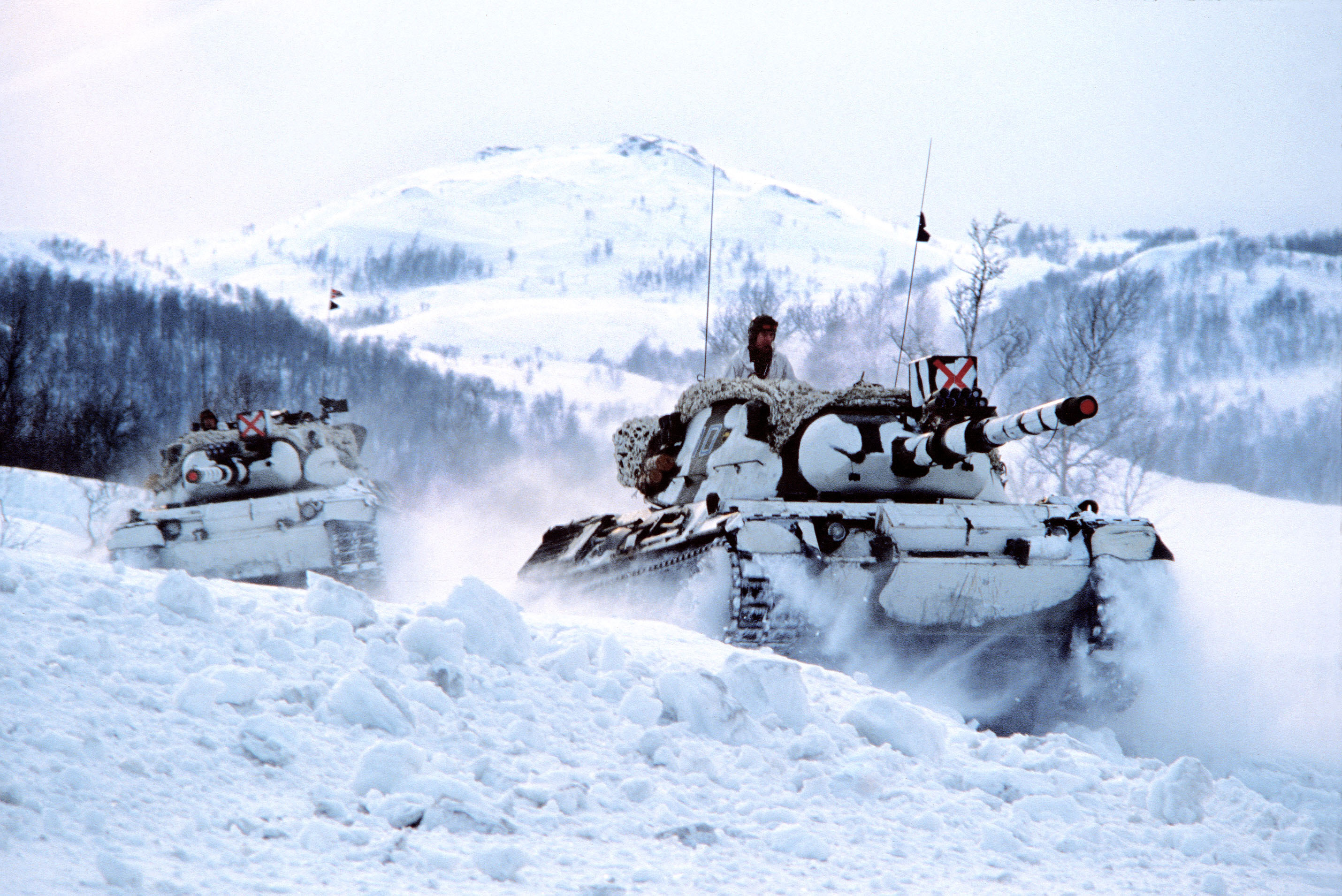
Las fuerzas armadas noruegas están muy relacionadas con Målselv
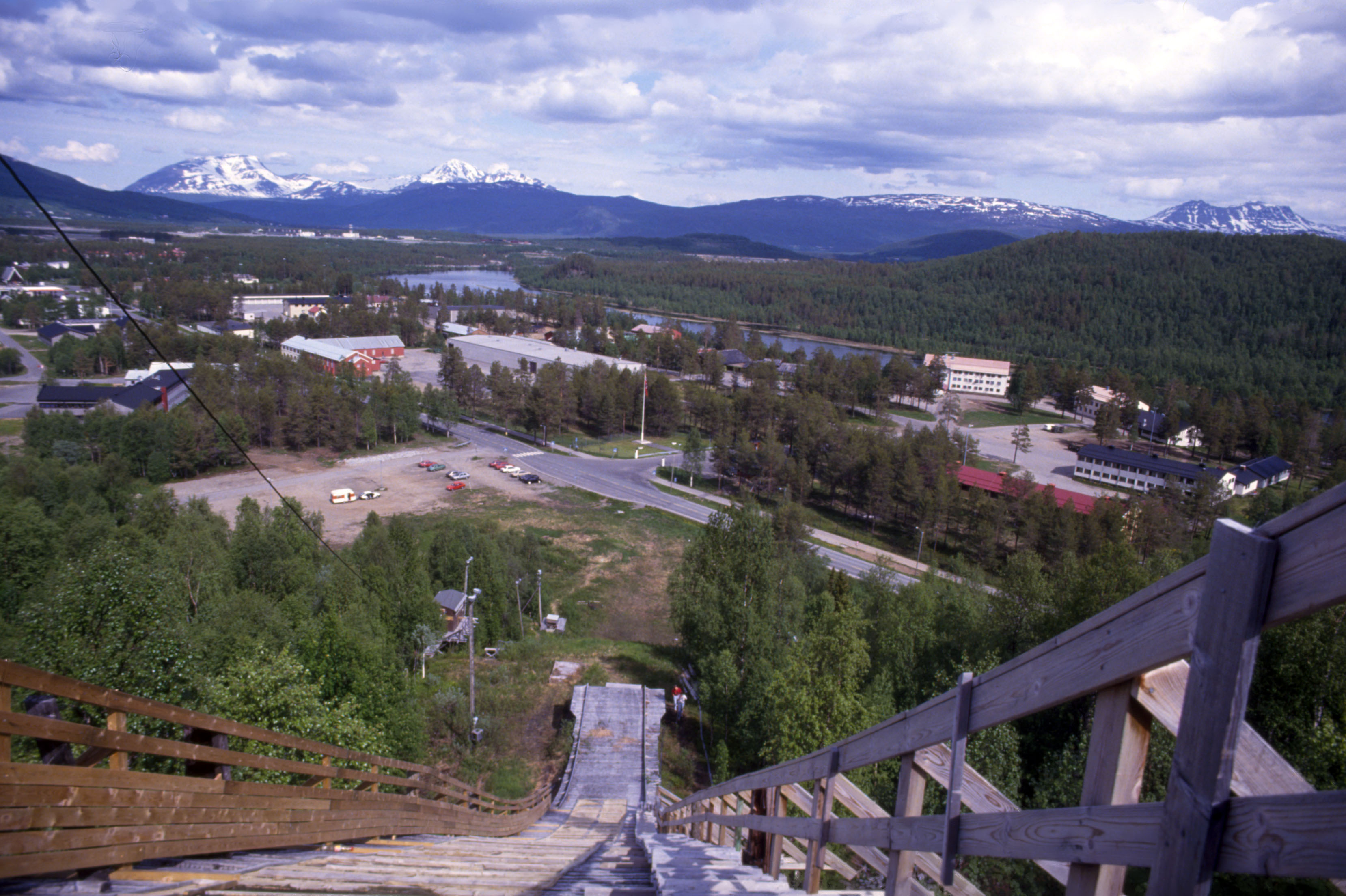
Heggelia en Målselv
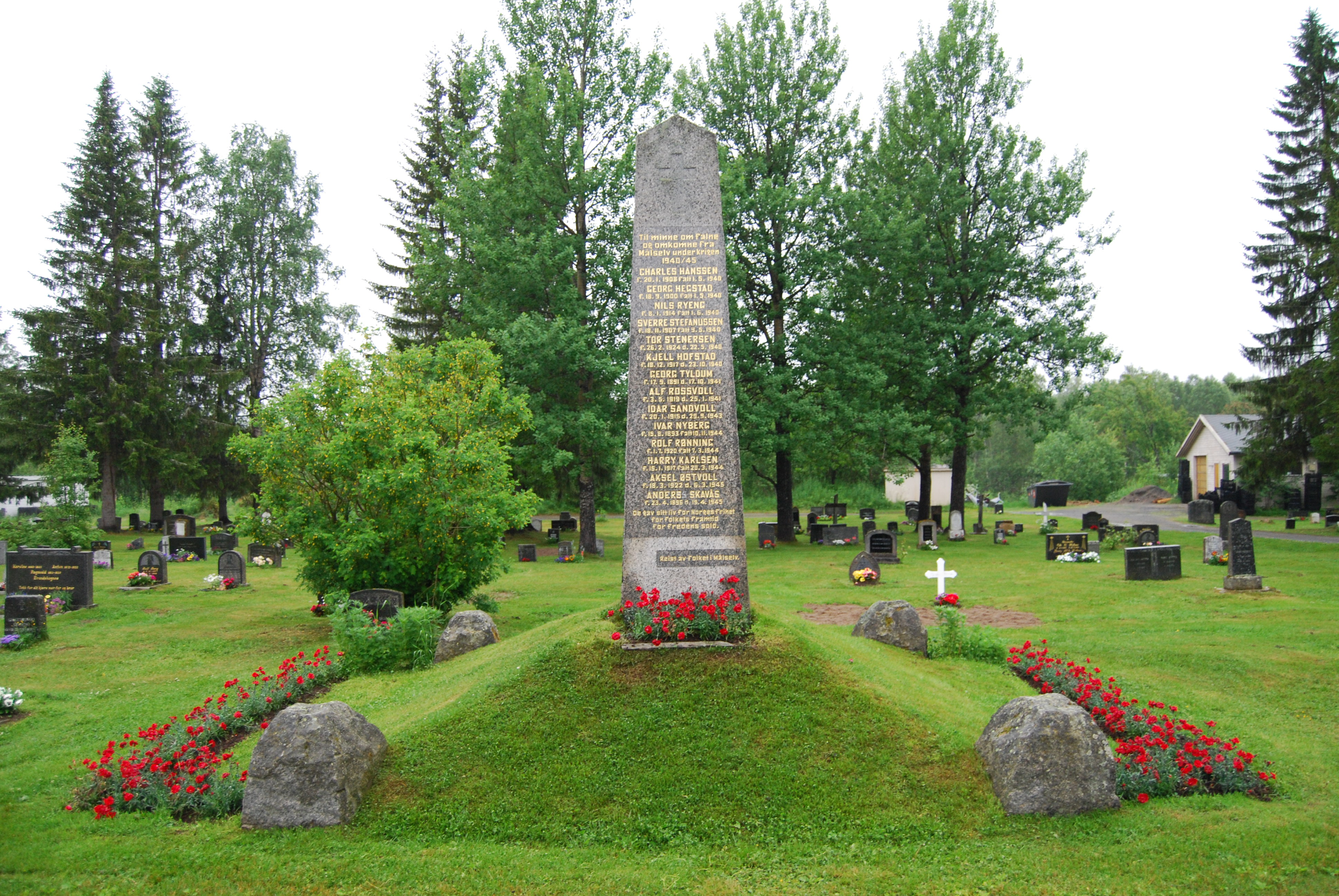
Memorial para los caídos en la Segunda Guerra Mundial
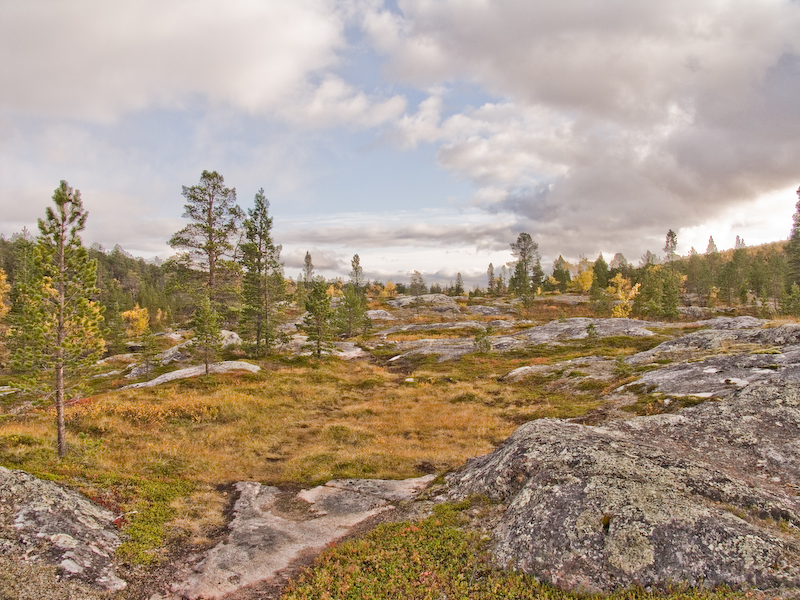
Parque nacional Øvre Dividal
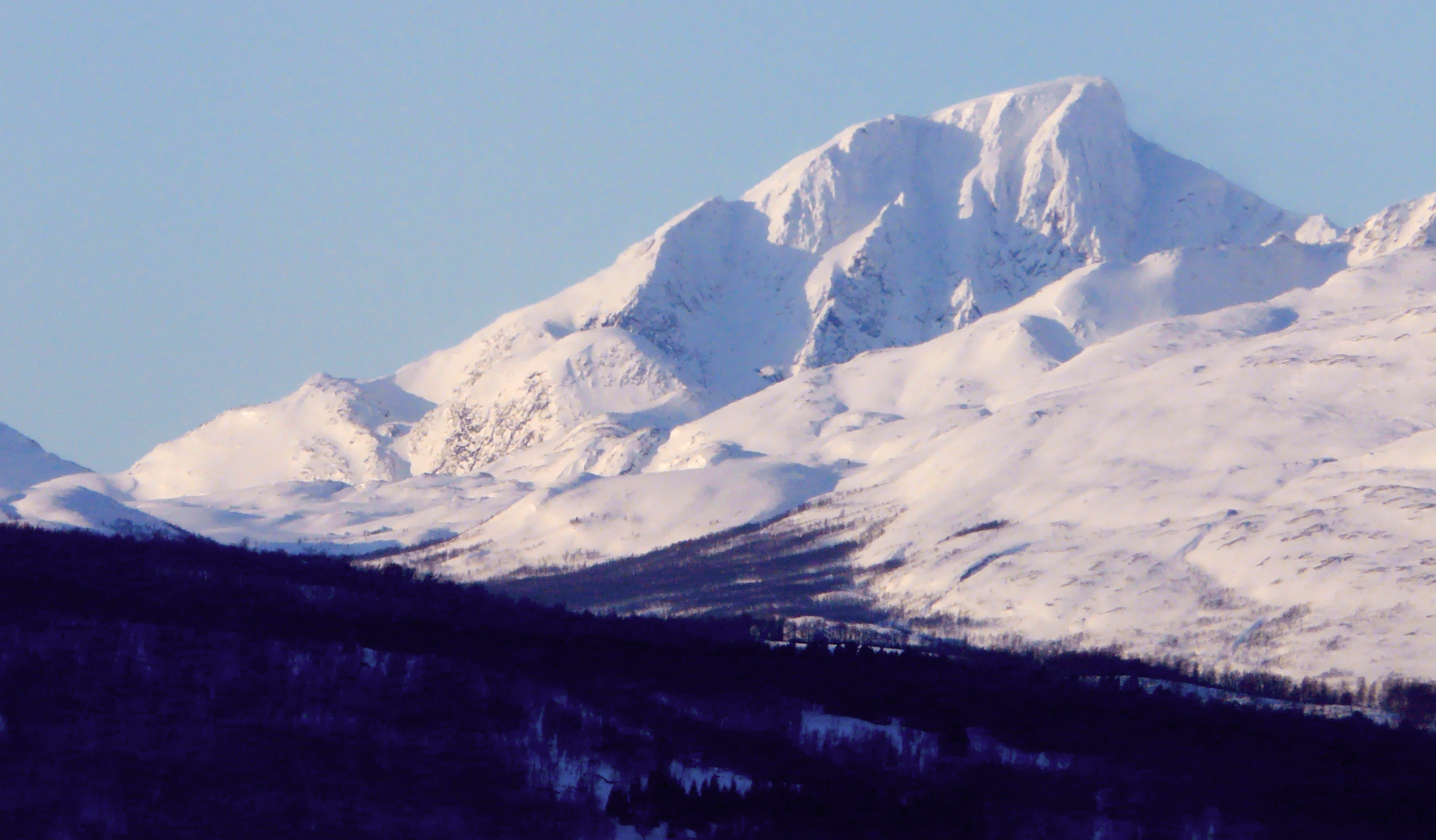
Monte Blåtindan

## Gobierno
El municipio se encarga de la educación primaria, asistencia sanitaria, atención a la tercera edad, desempleo, servicios sociales, desarrollo económico, y mantención de caminos locales.

### Concejo municipal
El concejo municipal (Kommunestyre) tiene 25 representantes que son elegidos cada 4 años y estos eligen a un alcalde. Estos son:

### Målselv Kommunestyre 2015-2019
| Partido                            | Número de representantes |
| ---------------------------------- | ------------------------ |
| Partido Laborista                  | 11                       |
| Partido del Progreso               | 2                        |
| Partido Conservador                | 4                        |
| Partido de Centro                  | 4                        |
| Partido de la Izquierda Socialista | 1                        |
| Partido Liberal                    | 3                        |

## Economía
El periódico Nye Troms, que cubre a Målselv, Bardu y Balsfjord, tiene su sede en el área de Osborg/Moen. El municipio está en Moen, a 2 km al este de Olsborg.
Al sur por la ruta europea E6 está la región de Bardufoss, que aparte de incluir localidades (Andselv, Andslimoen y Heggelia), abarca a la sexta división del ejército noruego. Cerca de Andselv está el aeropuerto de Bardufoss y la base aérea de Bardufoss de la Real Fuerza Aérea Noruega. Målselv, junto con Bardu, son los municipios con mayor concentración de bases militares del país.
Por el valle, está la comunidad de Rundhaug y por el este, cerca del parque nacional Øvre Dividal, la comunidad de Øverbygd. Las casas abandonadas sirven de base para la infantería mecanizada y zapadores.
El turismo es una industria creciente en Målselv, permitiendo la apertura del Målselv Fjellandsby y un centro de esquí alpino. La Målselvfossen atrae a los pescadores. Fue sede del campo de concentración de Bardufoss durante la Segunda Guerra Mundial.